# Xomali (estación)

## Información general
Xomali es una estación del Tren Ligero. Su logo representa una flor. Toma su nombre por la calle de Xomali que desemboca cerca de la estación.

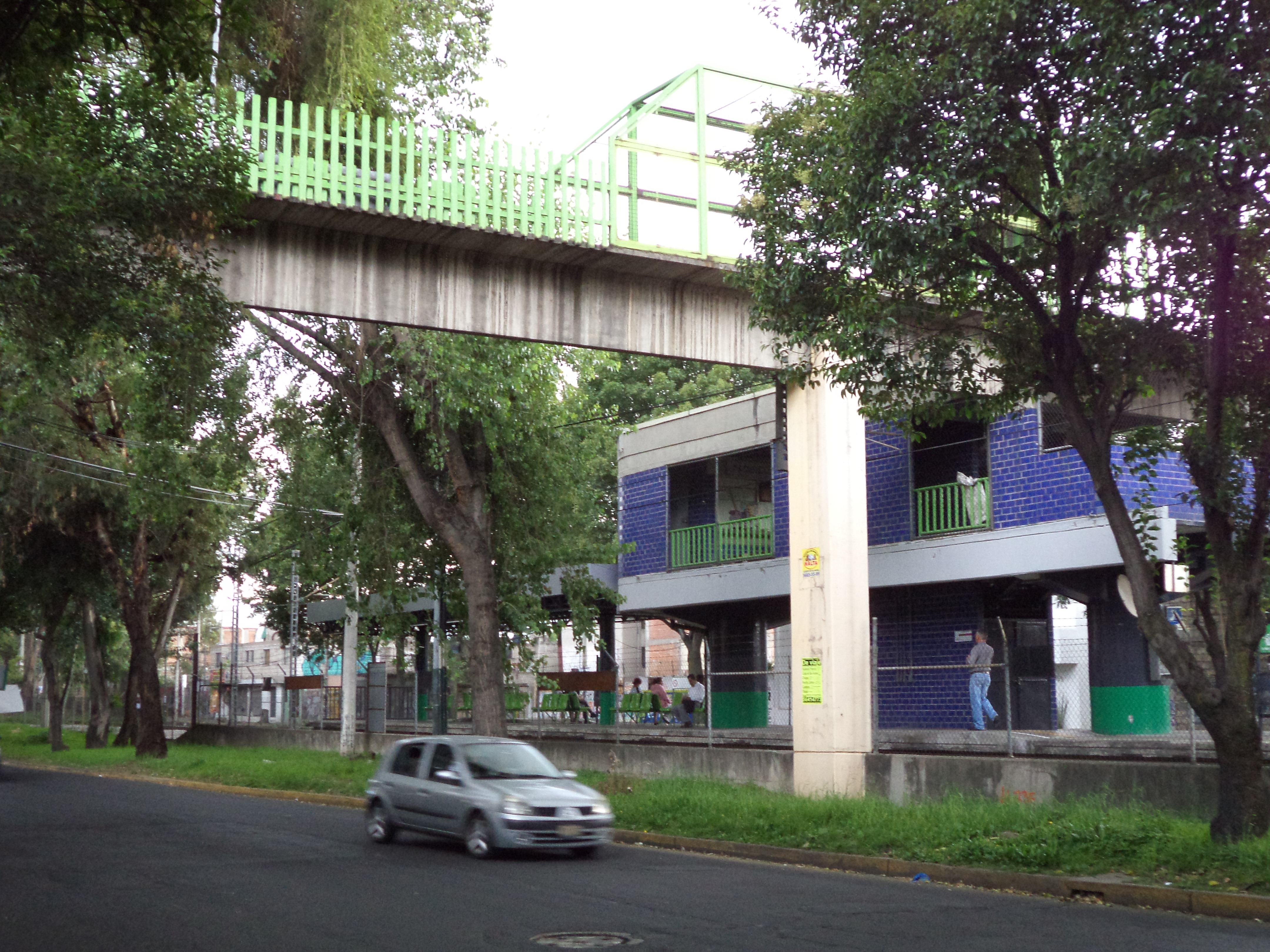
Estación Xomali